# یواس‌اس اسمیت-بریجز
یواس‌اس اسمیت-بریجز (به انگلیسی: USS Smith-Briggs) یک کشتی بود که طول آن ۱۳۵ فوت (۴۱ متر) بود. این کشتی در سال ۱۸۶۲ ساخته شد.